# 尋水術

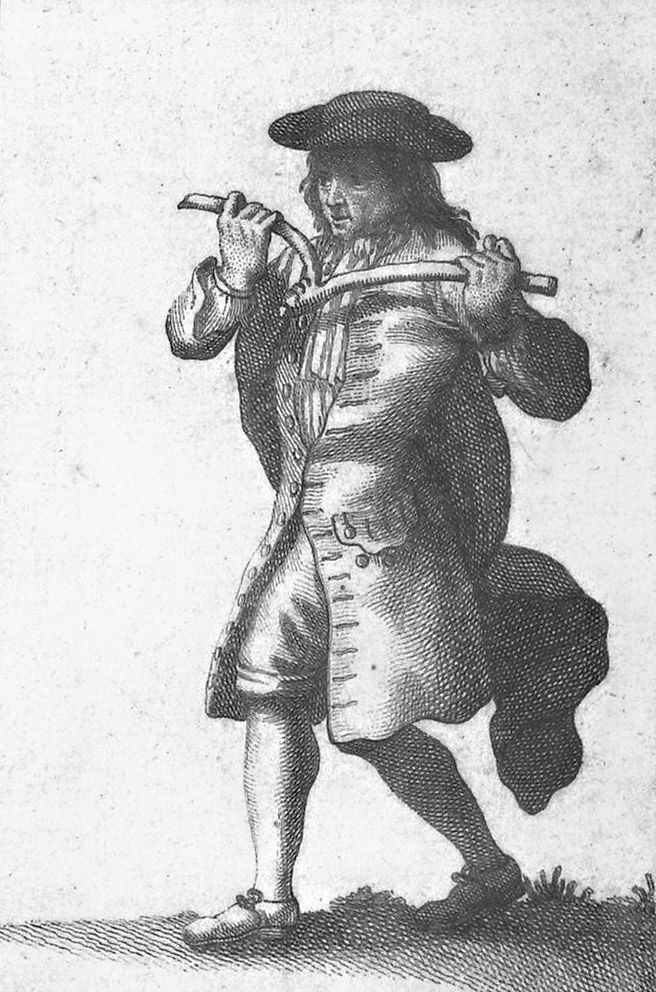
尋水者，摘自十八世紀法國有關迷信行為的書。

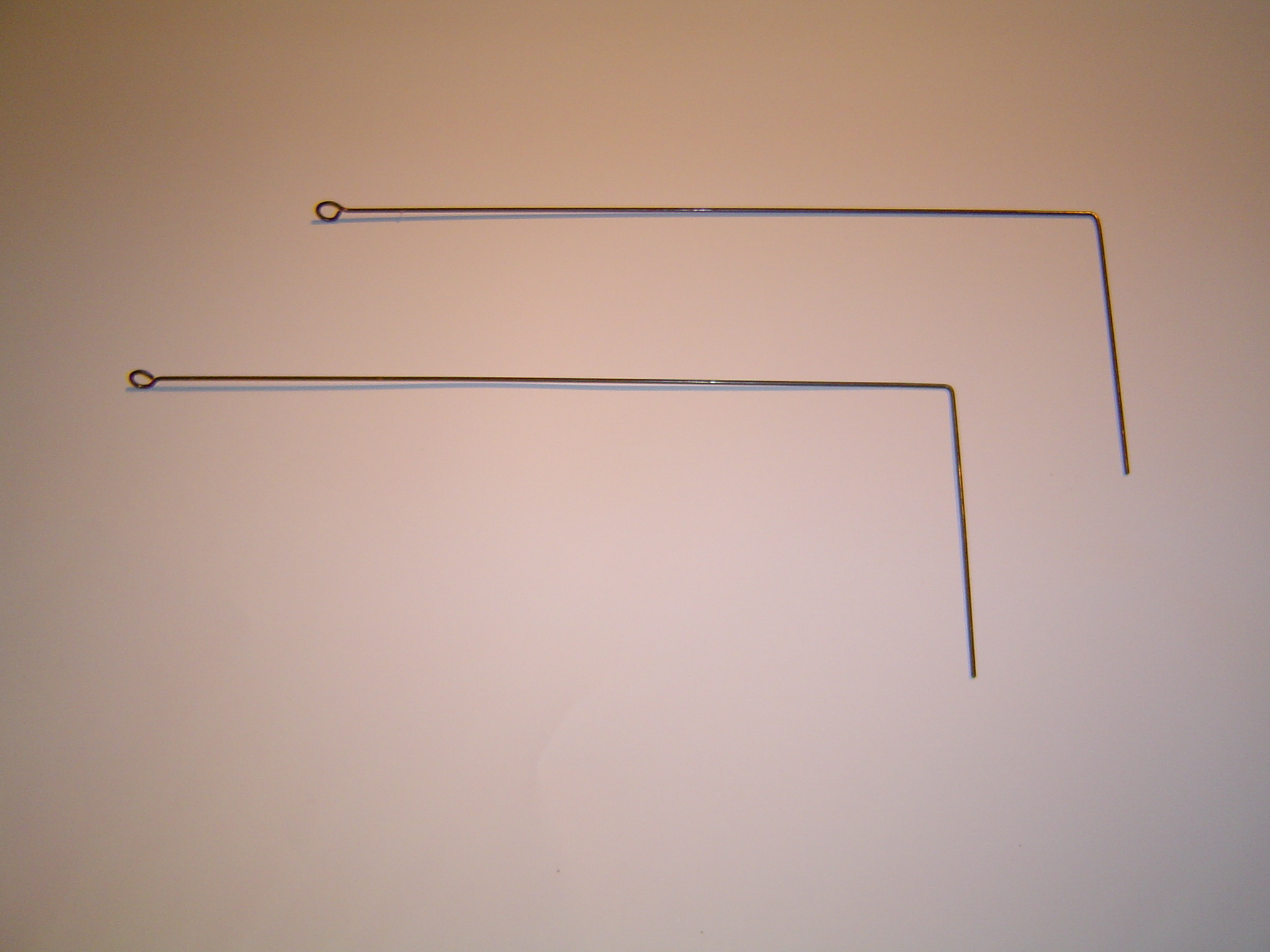
Ｌ型的棍棒

尋水／探測術（音譯：「道金」，又稱「道金術」），是一種占卜法，用以尋找地下水，金屬、礦石、寶石、石油或地脈，以及各種其他物品或物質，像是最近被稱為地面輻射的Ley lines，而不使用科學的方法。這種方法在美國被稱為「doodlebugging」。當用這個方法來尋找水脈的時候，通常被稱為尋水、或水巫。
使用探測術時通常會使用一個Ｙ型或Ｌ型的棍棒，稱為尋龙尺（dowsing rod）或占卜棒（divining rod），不過也有些尋水者使用其他裝備，或是不使用任何裝備。
此占卜法興起於文藝復興時期的德國，並且持續在福庭研究（Forteana）或感應力學（radiesthesia）的信眾受到歡迎。但是它目前並沒有被接受的科學解釋，並且也沒有科學證據證明它是有效的。

## 歷史
現在的尋水術可能在十五世紀間開始於德國，當時被用於探測金屬。早在1518年馬丁路德便將這種尋找金屬的技術列為「違反第一戒」（也就是神秘主義）。在1550年版德國製圖家塞巴斯丁‧明斯特(Sebastian Munster)的《世界誌》（Cosmographia）中，有刻版畫描繪採礦作業中拿著叉桿行走的人。叉桿被標記為「Virgula Divina – Glück rüt」（拉丁文的「神聖棒」），不過刻版畫本身沒有文字標示。1556年，德國礦冶學家阿格裡科拉（Georgius Agricola）在描述如何處理礦石開採和冶煉的《論礦冶》（De re Metallica）中，詳細地描述了如何使用探測術探測金屬礦物。
Samuel Sheppard1651年的著作《Epigrams theological, philosophical, and romantick》中有一篇諷刺短詩這麼寫：
Virgula divina.（神聖逗號）
Some Sorcerers do boast they have a Rod,（有些術士誇耀他們的桿）

Gather'd with Vowes and Sacrifice,（集合了誓约與犧牲）

And (borne about) will strangely nod（將承擔奇異點頭）

To hidden Treasure where it lies;（到藏寶所在）

Mankind is (sure) that Rod divine,（人們認定桿神聖）

For to the Wealthiest (ever) they incline.（因為他們絕不屈身於最富）
1662年探測術被耶穌會的Gaspar Schott宣布為「迷信，或撒旦(Satanic)」；不過他後來也表示，不確定魔鬼是否要對所有棍子的移動負責。
1960年代末的越戰期間，一些美國海軍陸戰隊試圖用尋水術來定位武器與秘道。在1979年由克里斯多福‧白（Christopher Bird）著作的《占卜之手》（The Divining Hand）是尋水術歷史上一本內容豐富的書籍。James Randi在1982年出版的則有十九頁關於在義大利進行的各種雙盲測驗，顯示尋水術的表現並不比隨機選擇好。

## 探測棒
傳統上，最常見的探測棒是取自樹或灌木的叉型（Ｙ型）樹枝。有些尋水者會對使用的樹木材料有所偏好，也有些比較喜歡使用新切下來的樹枝。歐洲人通常會選用榛樹枝，美國人則使用巫榛（金縷梅），也常使用柳樹與桃樹枝。使用時兩手分別抓住Ｙ型樹枝分岔的兩端，第三端（Ｙ型樹枝的主幹）則指向正前方。這種持法通常是手心向下的抓取。尋水者然後便緩慢地在他懷疑可能存有目標（如礦物、水等）的地方行走。當有發現的時候，尋水棒理論上會掉落、下沉、或顫抖。這種占卜法有時也被稱為柳巫（Willow Witching）。
現今有許多尋水者會使用一對造型簡單的Ｌ型金屬棒。兩手各抓住一根Ｌ型金屬棒，短端垂直，長端朝前。當找到東西的時候，金屬棒會互相交叉，在尋找的東西上方形成「Ｘ」；如果找到的目標是長且直的東西，如水管之類的物品，棒將會轉向相反的方向，標示物品的方位。探測棒有時用衣架彎成，玻璃或是塑膠棒也都是可被接受的。直桿有時也被使用於同樣的目的，在十九世紀早期的英格蘭，這種做法並不罕見。
在所有的情況下，用於探測的物品都是處在不穩定的平衡狀態，因此細微的反應都會被放大。

### 啟示桿（Revelatory rods）
除了探測（Dowsing）之外，探測棒也被當作獲得啟示的物品。將棒靜止持於空氣中，然後持棒者提出問題；如果桿動了，則答案是「是」，若桿不動，則回答是「否」。其來源被相信是源自神或是魔法的靈。有時這種占卜法的桿被稱為馬賽克桿（Mosaic rod），或亞倫之杖。其名稱來自舊約聖經的先知摩西與其兄弟亞倫，他們都使用這種桿子（可能是直的）。

## 其他裝備
由水晶、金屬、或其他材料懸掛在鍊子上製成的靈擺，有時候會被用於占卜或尋水術。一種使用法是使用者先決定哪個方向（左右、上下）決定「是」或「否」，然後才詢問靈擺特定的問題，或者由另一人向持靈擺者提出問題。靈擺也可以懸掛在書寫著「是」或「否」的，以及或許其他字寫成一圈的布或墊子上。持靈擺者要盡量拿穩，瞄準中心，然後靈擺的移動會指出問題的答案。在感應力學（radiesthesia）的操作中，靈擺被用於醫學診斷。

## 可能的解釋
早期嘗試要以科學解釋靈擺所依據的概念，是基於占卜桿是受到想找物質所發散出來的「放射物」而產生物理性影響。下面的解釋摘自威廉普賴斯1778年的Mineralogia Cornubiensis：
該微粒……自礦物升起，進入棍子，使它鞠躬，使其平行於它們臭氣上升的垂直線。在礦物顆粒的影響似乎是從地球上發射。探測棒是一個輕而多孔的木材，給這些非常細小的粒子一個簡單的通道；這些臭氣然後驅動這些尋找者，同時是被它們上方的大氣壓迫，進入木纖維之間的小縫隙。透過這種努力，它們迫使它傾斜，垂直或傾斜下來，平行於它們的蒸氣上升所形成的小欄。
這些解釋都沒有現代化的科學依據。
Nature雜誌上一篇1986年的文章，將尋水術包含於「直到最近都被宣稱是超自然，但現在可以用正統科學解釋的現象」的列表中。具體來說，尋水術可以藉由感覺暗示、期望效應以及或然率來解釋。
懷疑論者和一些支持者認為，靈擺本身沒有力量，而僅僅是放大手中輕微變動造成的現象，稱為ideomotor效應：人們的潛意識可能會影響他們的身體，不自覺地決定自己採取行動。這將使得探測棒成為占卜師的潛意識知識或看法的管道。
蘇聯地質學家提出尋水者的能力，是難以解釋的微小正常感覺。有些作者認為，這些能力或許可以用假設人類對小磁場梯度變化有敏感性來解釋。

## 證據
1948年的研究測試了58位尋水者的尋找水能力。他們沒有一個比隨機更可靠。
1979年的審查研究了許多對照研究，對水的探測，發現沒有一個比隨機更好的表現結果。
在1987-1988年，一項在慕尼黑的研究，由Hans-迪特爾貝茨和其他科學家所進行。先測試了500位尋水者，測驗其「技能」。然後實驗者選擇了其中最好的43位個，進行進一步檢測。水在一棟二層穀倉的一樓通過管道輸送。在每次測試之前，管道被移動，移動的方向垂直於水流。在二樓的每個尋水者都被要求要決定管道的位置。兩年中，尋水者們進行了843次測試。 43名篩選過並廣泛測試過的候選人中，至少有37位沒有尋水能力。其餘6位的結果則比隨機來得好。實驗者的結論是一些尋水者「在特定任務中表現出非常高的成功率，幾乎完全沒辦法用偶然來解釋......一個真正的尋水者現象的基礎可以被視為經驗上已被證明。」
慕尼黑研究發表五年之後，一位生理教授暨強力懷疑論者，Jim T. Enright，強調正確的數據分析程序。提出異議表示這項研究的結果僅僅是符合統計波動，並且是不顯著的。他相信此實驗提供了「對尋水者所聲稱的能力，可想像的最有說服力的反證」，指出其數據分析是「特殊、超常規，以及量身訂做」。如果用「較平常的分析」取代它，他發現最好的尋水者平均比中線猜測在十公尺中接近了四公分，好了0.0004％。這項研究的作者則回應表示：「根據什麼理由可以Enright可以得到完全不同的結論？很明顯，他的數據分析過於粗糙，甚至不合法的。」在慕尼黑的研究結果也證實了德國心理學家Ertel博士的論文。他先前曾干預關於「火星效應」的統計爭議。但Enright仍未信服。

## 外部連結
- 中的“Dowsing”
- Footage of water dowser at work （页面存档备份，存于）
- George P. Hansen: Dowsing: A Review of Experimental Research （页面存档备份，存于）. In: Society for Psychical Research, Volume 51, Number 792, October 1982, pp. 343–67
- James Randi on Dowsing （页面存档备份，存于）
- The Skeptics Dictionary （页面存档备份，存于） - Includes details of various scientific tests.
- . 美国科学前沿. 公共广播电视公司. Chedd-Angier Production Company. 1997–1998. （原始内容存档于2006）.